# Гуртьев, Леонтий Николаевич
Лео́нтий Никола́евич Гу́ртьев (1 июля 1891, Шемаха, Бакинская губерния, Российская империя — 3 августа 1943, около дер. Калиновка, Орловская область, РСФСР, СССР) — советский военачальник, генерал-майор (7.12.1942), Герой Советского Союза (27.08.1943).

## Биография
Леонтий Николаевич родился в городе Шемахе (ныне — Шемахинского района Азербайджана) в семье чиновника лесного ведомства. Из дворян. Семья была многодетной (10 детей).
В 1900 году семья переехала в Прибалтику, в г. Паневежис Ковенской губернии. Здесь в 1911 году он с отличием окончил реальное училище и поступил в Харьковский технологический институт.
Через год Гуртьев перевёлся в Петербургский политехнический институт, но окончить его не успел: за участие в рабочей демонстрации в июле 1914 году был арестован и 3 месяца просидел в Петропавловской крепости.
Почти сразу после освобождения, в октябре 1914 года, был мобилизован в Русскую императорскую армию: как студент он был зачислен вольноопределяющимся и направлен в запасной артиллерийский дивизион в г. Луга. В ноябре с маршевой частью убыл на фронт Первой мировой войны, воевал в артиллерийской части под Варшавой, у города Сохачёв. В феврале 1915 года направлен на учёбу.
В мае 1915 года окончил Владимирское пехотное училище в Петрограде и в чине прапорщика Гуртьев сначала был направлен в 60-й запасной батальон в г. Тамбов. В июле вновь прибыл на фронт младшим офицером в 193-й Свияжский пехотный полк 49-й пехотной дивизии. В бою 28 октября 1915 года в бою под дер. Костюженской (на Волыни) попал в австро-венгерский плен, где находился до ноября 1918 года. Прошёл через несколько лагерей для военнопленных: Клеймюхен (Австрия), Брюко и Залагержик (Венгрия).
Осенью 1918 года, когда в Венгрии началась революция и все пленные были освобождены, Гуртьев вернулся к родным, которые, спасаясь от войны, к этому времени переехали в г. Ковров Владимирской губернии. Здесь жили его мать и жена с сыном. С декабря 1918 по июнь 1919 года он работал по найму статистиком в отделе труда и сельскохозяйственным техником земельного отдела г. Ковров.
В июне 1919 года Л. Н. Гуртьев был призван на службу в Красную Армию. С этого времени вся его профессиональная деятельность связана с военной службой. Сначала служил командиром взвода и помощником командира роты 38-го пехотного запасного батальона в Коврове. С мая 1920 года сражался в составе 3-го Донского стрелкового полка 1-й Донской стрелковой дивизии командиром роты и командиром батальона. Сначала принимал участие в подавлении повстанческого движения и ликвидации бандитизма в районе Вёшенская — Миллерово, затем на Северном Кавказе, а также в ликвидации Улагаевского десанта. С ноября 1920 — командир батальона 279-го стрелкового полка 31-й стрелковой дивизии, участвовал в боевых действиях против банд у станиц Ольгинская и Хадыженская. В феврале 1921 года был уже помощником командира этого полка, участвовал в советско-грузинской войне, в том числе во взятии Сухума. С мая 1921 — командир батальона 192-го стрелкового полка 22-й стрелковой дивизии Северо-Кавказского военного округа, воевал против банд в Баталпашинском отделе.
После войны продолжил службу в армии. В июле 1921 года назначен командиром батальона 39-го стрелкового полка 13-й Дагестанской стрелковой дивизии, в феврале 1924 года переведён в 37-й стрелковый полк той же дивизии Северо-Кавказского военного округа: помощник командира полка, начальник штаба полка, врид командира полка. В 1929 году Л. Н. Гуртьев окончил Стрелково-тактические курсы усовершенствования комсостава РККА имени III Коминтерна «Выстрел». С мая 1931 года служил командиром 95-го стрелкового полка 32-й стрелковой дивизии (Приволжский военный округ, дивизия дислоцировалась в Саратове). С декабря 1931 — помощник начальника штаба 18-й стрелковой дивизии Московского военного округа (Ярославль), с сентября 1935 — также помощник начальника штаба 52-й стрелковой дивизии Московского ВО.
В апреле 1936 года майор Гуртьев Л. Н. направлен на службу в Омск на должность начальника учебного отдела — помощника начальника по учебно-строевой части Объединённой военной школы им. Фрунзе М. В. (с 1937 года — Омское военное училище имени М. В. Фрунзе). С 18 августа 1939 года — начальник Омского военного училища имени М. В. Фрунзе, которое под его руководством заняло в том же году первое место среди пехотных училищ Красной Армии. Л. Н. Гуртьев вел большую общественную работу, был депутатом Омского областного Совета депутатов трудящихся. С началом Великой Отечественной войны одним из первых перестроил обучение исходя их опыта начавшейся войны. Гуртьев лично посещал госпитали Омска, беседовал с ранеными офицерами и добивался назначения после излечения некоторых из них командирами учебных подразделений и преподавателями для того, чтобы курсанты непосредственно от участников боёв узнавали о своих обязанностях на фронте. Кроме того, по его инициативе в плановом порядке преподаватели училища выезжали на боевую стажировку на фронт.
Приказом по войскам Сибирского военного округа от 23 февраля 1942 года начальнику Омского военного училища им. М. В. Фрунзе полковнику Гуртьеву Л. Н. было поручено к 15 июня 1942 года сформировать в Омске 308-ю стрелковую дивизию. В конце июня дивизия была сформировала и убыла в Саратовскую область. 26 августа дивизия прибыла в посёлок Котлубань и вошла в 24-ю армию Сталинградского фронта. Там вела упорные оборонительные бои, получила хороший боевой опыт. Около 20 сентября дивизию вывели в распоряжение командующего Сталинградским фронтом и перебросили в район волжских переправ.
В ночь на 27 сентября 1942 года 308-я стрелковая дивизия переправилась на правый берег Волги в Сталинград, где в течение трех недель защищала территорию Верхнего поселка завода «Баррикады» и сам завод. За время боев с 1 октября по 14 ноября воины дивизии отразили 117 атак, уничтожили 70 танков, 5 самолётов, истребили до 10 000 солдат и офицеров вермахта. Боевые действия дивизии были высоко оценены командующим 62-й армии В. И. Чуйковым, 7 декабря 1942 года Л. Н. Гуртьеву было присвоено воинское звание генерал-майора, несколько позднее за сражения в Сталинграде он был награждён орденом Красного Знамени, этом же орденом была награждена и дивизия.
31 декабря дивизию вывели в резерв, в конце февраля передали Калининскому фронту (находилась на пополнении в резерве фронта), но уже в апреле вновь забрали в резерв Ставки ВГК. В конце мая дивизию передали на Брянский фронт, в состав 3-й армии.
308-я стрелковая дивизия под командованием генерал-майора Гуртьева в ходе контрнаступления на Курской дуге и последующей Орловской наступательной операции с 12 июля по 3 августа 1943 года прорвала сильно укрепленную оборону врага в районе деревни Измайлово, внеся значительный вклад в разгром орловской группировки противника.

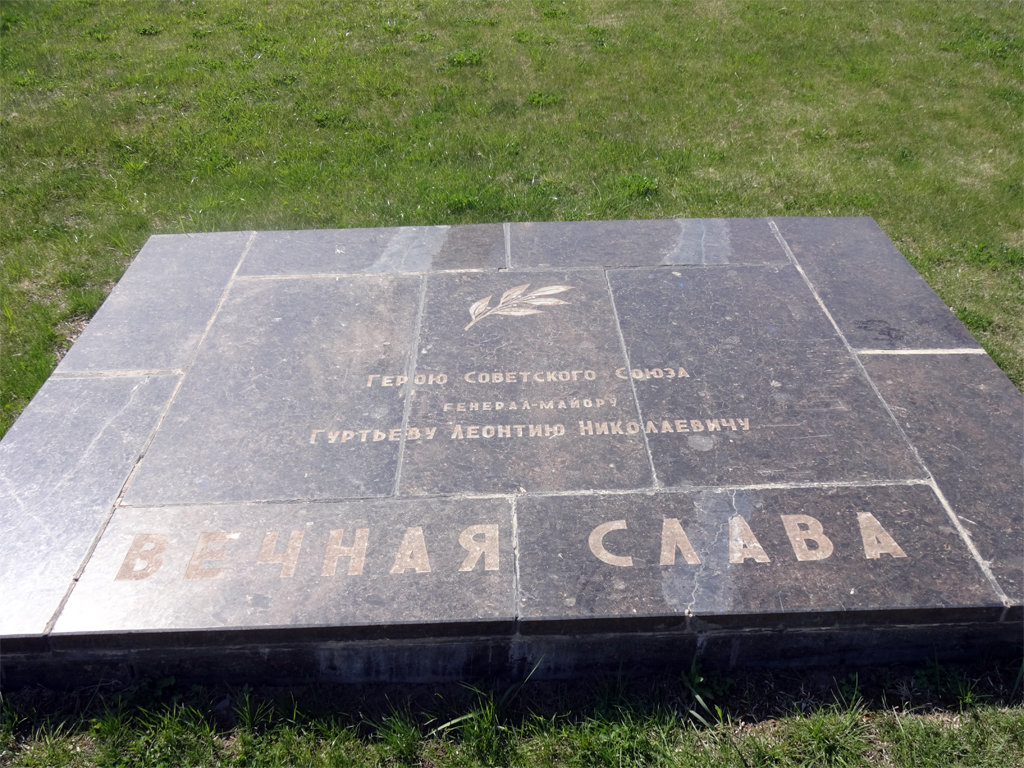
Мемориальная плита Л. Н. Гуртьева на Мамаевом кургане в Волгограде.

Леонтий Николаевич Гуртьев погиб 3 августа 1943 года в бою за город Орёл, в трёх километрах западнее деревни Калиновка, во время миномётного обстрела, на НП дивизии, закрыв своим телом командующего 3-й армией генерала А. В. Горбатова.

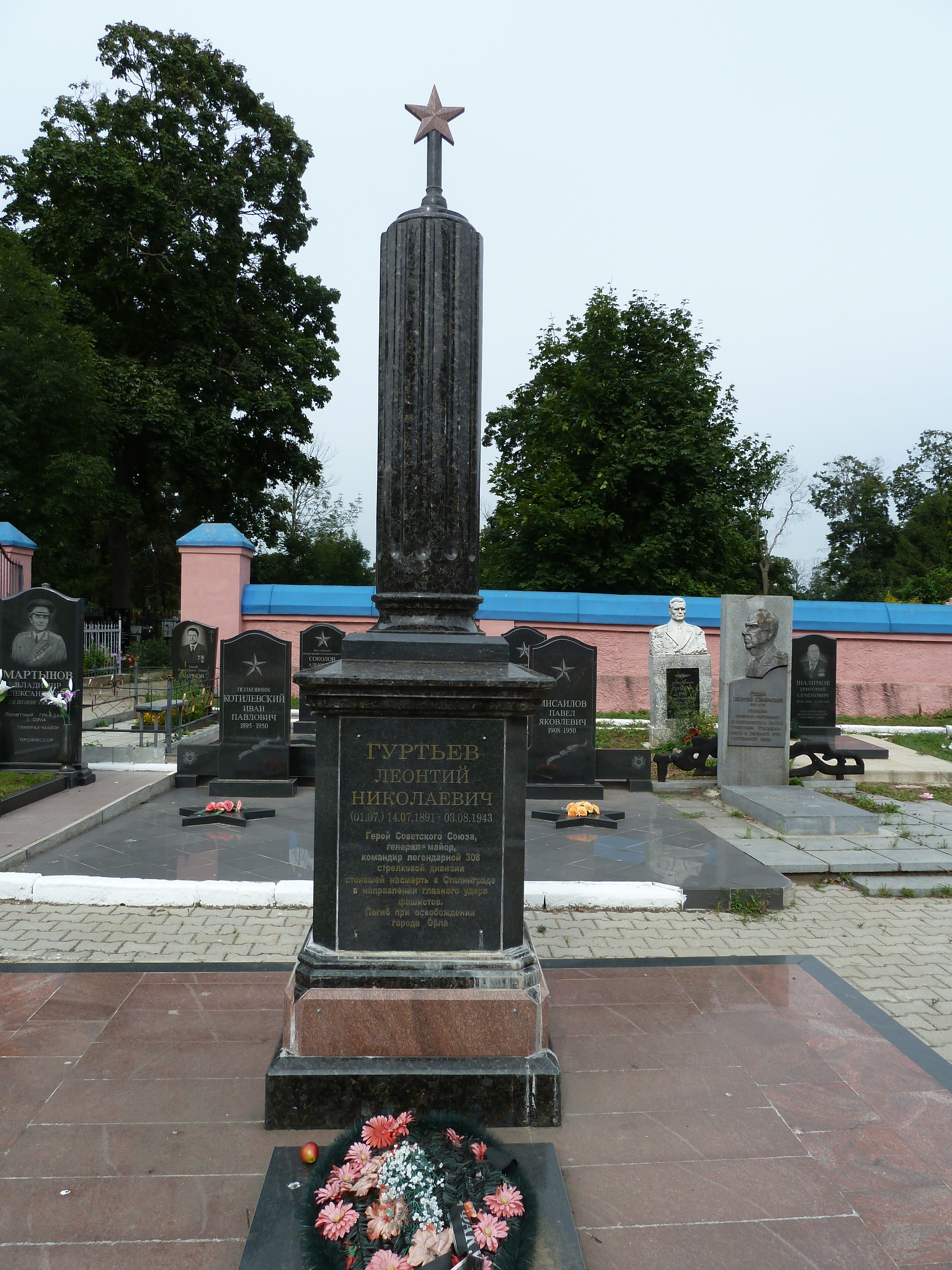
Могила Л. Н. Гуртьева на Троицком кладбище в Орле

«За образцовое выполнение боевых задач Командования на фронте борьбы с немецкими захватчиками и проявленные при этом отвагу и геройство» указом Президиума Верховного Совета СССР от 27 августа 1943 года генерал-майору Гуртьеву Леонтию Николаевичу присвоено звание Героя Советского Союза (посмертно). В сообщении Наркомата обороны СССР говорилось, что на боевом посту погиб выдающийся командир Советской Армии генерал-майор Леонтий Николаевич Гуртьев. Совет Народных Комиссаров постановил воздвигнуть в городе Орле памятник герою Великой Отечественной войны, командиру прославленной части сибиряков генералу Л. Н. Гуртьеву.
После того, как советские войска освободили город, генерала Гуртьева Л. Н. похоронили в сквере «Братские могилы», там, где сейчас находится библиотека им. Бунина. После войны останки генерала и других погибших воинов были перезахоронены на Троицком кладбище Орла.
На фронтах Великой Отечественной войны воевали и оба сына генерала: Леонтий Леонтьевич (1915 г.р.) и Игорь Леонтьевич (1921 г.р.). Кавалер орденов Красного Знамени и Отечественной войны гвардии капитан Игорь Гуртьев погиб смертью героя в Восточной Пруссии 16 марта 1945 года.

## Награды и звания
- Медаль «Золотая Звезда» Героя Советского Союза (27.08.1943, посмертно);
- орден Ленина (27.08.1943, посмертно);
- 2 ордена Красного Знамени (4.05.1943, 4.08.1943);
- Медаль «За оборону Сталинграда» (вручена в 1943);
- Медаль «XX лет Рабоче-Крестьянской Красной Армии» (22.02.1938).

## Память
- 5 августа 1954 года на месте захоронения Л. Н. Гуртьева был установлен памятник (скульптор — Е. В. Вучетич, архитектор — Я. Б. Белопольский). В 1976 году памятник был перенесён на его нынешнее место, на бывший плац Бахтина кадетского корпуса. Теперь это сквер Гуртьева.
- Памятник установлен на месте гибели Героя в Орловском районе.
- В 1981 году в честь героя издан художественный маркированный конверт.
- После войны именем генерала Гуртьева была названа одна из улиц Баррикадного района Сталинграда[7]. Также именем генерала Л. Н. Гуртьева названы улицы в городах Минске, Орле, Омске, в р.п. Тевриз, р.п. Шербакуль и п.г.т. Полтавка Омской области, г. Тобольске Тюменской области.
- Его именем названа школа № 20 в Северном районе Орла, школа № 70 в Минске[8].
- Установлены мемориальные доски в Орле и Омске.
- Установлена мемориальная плита на Мамаевом кургане в Волгограде.
- На родине в Шемахе установлен бюст[9].

## Киновоплощения
В фильме «Генерал» 1992 года о генерале А. В. Горбатове роль Л. Н. Гуртьева исполнил Василий Попов.